# Вела Чорева
Вела Георгиева Чорева е майка-героиня от България, майка на 12 деца.

## Биография
Родена е на 12 януари 1888 година в село Елешница, Разложко. Тя е най-голямото дете в семейството на Георги Тодоров Бъсин и Параскева Георгиева Бъсина, има по-малък брат и сестра. През 1907 година се омъжва за Йордан Петров Чорев и още същата година ражда близнаци, които умират преди да са навършили една година. В следващите 25 години ражда още 10 деца. На 5 януари 1953 година е удостоена с почетното звание „Майка героиня“ за майчинския подвиг като многодетна майка родила, отгледала и възпитала 10 деца. Наградена е с ордена „Майчинска слава“ I степен и е една от общо 1116-те жени в цяла България, носещи званието „майка героиня“. 
Умира на 1 декември 1960 година на 72-годишна възраст.